# Соляные люди

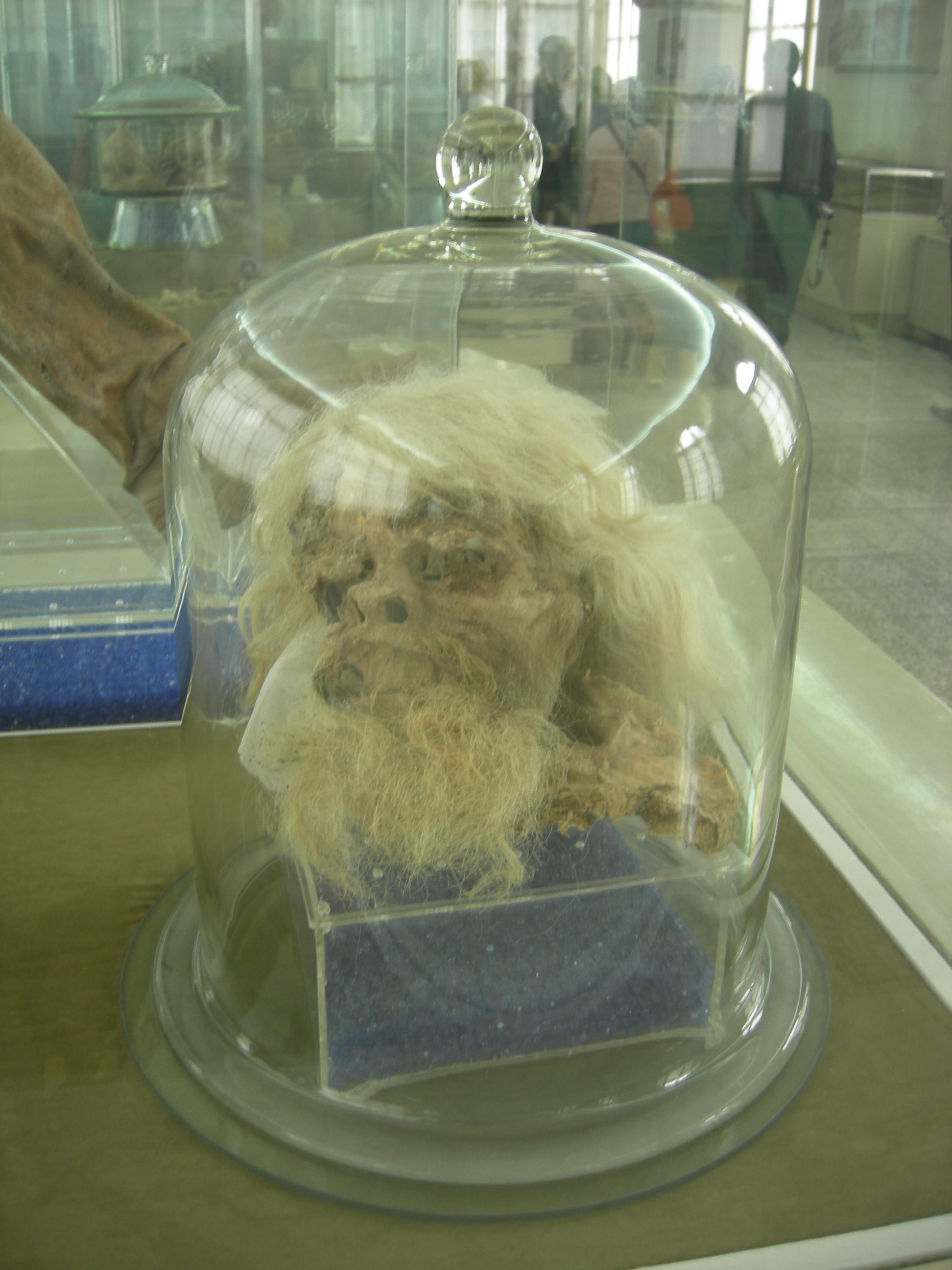
Голова «Соляного человека № 1». Иранский национальный музей, Тегеран

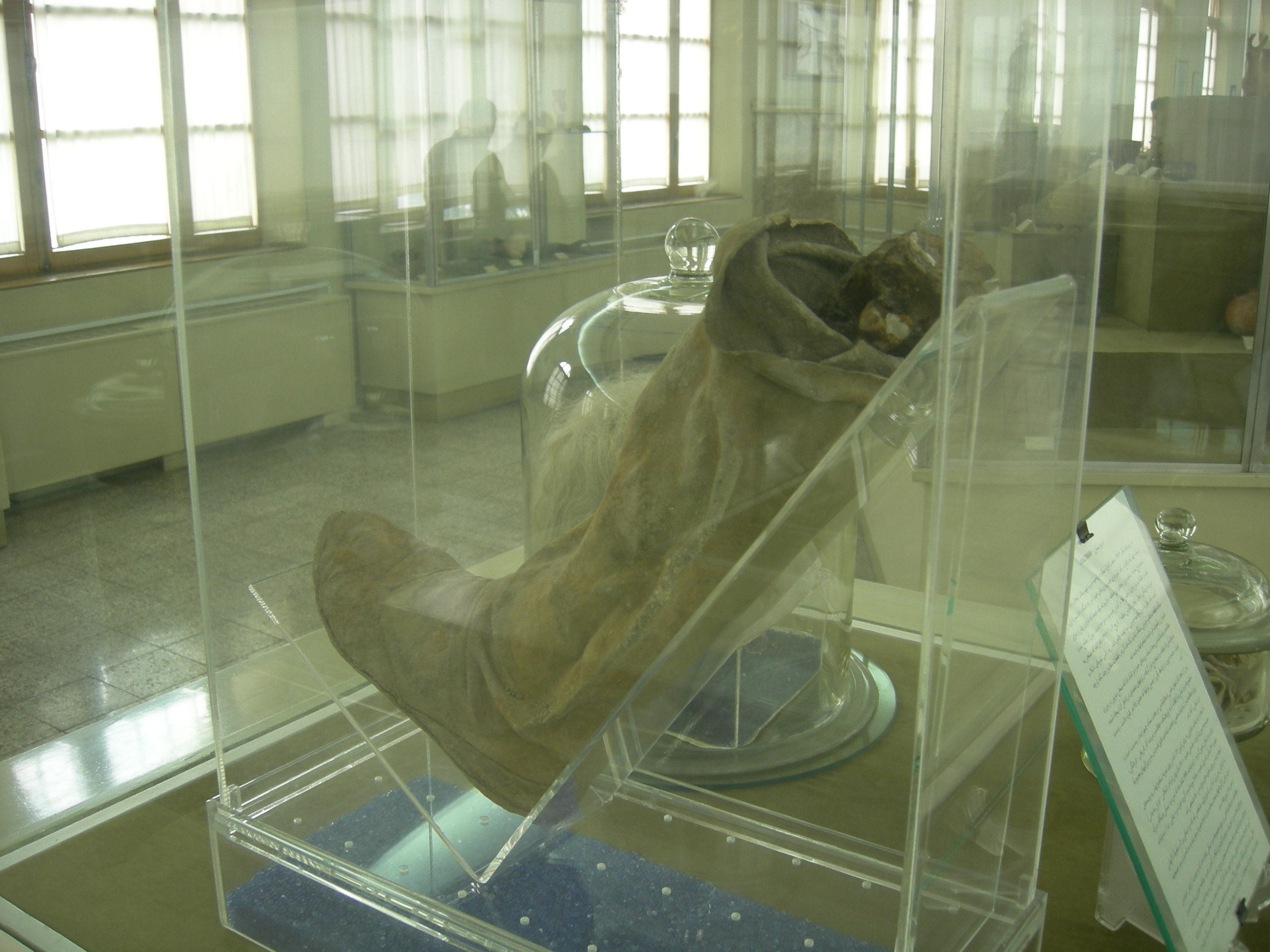
Левый сапог с ноги «Соляного человека № 1»

Соляные люди — соляные мумии, обнаруженные в соляных копях Чехрабад, расположенных в южной части деревни Хамзелу, к западу от города Зенджан (остан Зенджан, Иран). К 2010 году были найдены останки 6 людей, большинство из которых погибло в результате обрушений в шахтах, в которых они работали. Голова и левая нога «Соляного человека № 1» ныне выставлены в Иранском национальном музее в Тегеране.

## Открытие
Зимой 1993 года шахтёры наткнулись на останки человека с длинными волосами и бородой, а также нашли несколько артефактов. Последние включали в себя кожаный сапог, три железных ножа, шерстяные полуштаны, серебряную иглу, пращу, части кожаной верёвки, точильный камень, грецкий орех, несколько керамических черепков и фрагментов ткани с узорами, а также несколько поломанных костей. Тело оказалось погребено в середине тоннеля, длина которого составляла 45 метров.
В 2004 году другой горняк обнаружил останки второго соляного человека. Во время археологических раскопок в 2005 году были найдены хорошо сохранившиеся останки ещё двух мужчин. В 2006 году Иранское новостное агентство культурного наследия в партнёрстве с Немецким музеем горного дела (Бохум, Германия), к которым в 2007 году присоединились Оксфордский университет и Цюрихский университет начали тщательное исследование обнаруженных останков. Долгосрочный научный проект стартовал также при поддержке Немецкого научно-исследовательского общества (DFG) и британских фондов. Четыре мумии, включая подростка и женщину, были отправлены на сохранение в музее Рахтшуйхане в Зенджане. Шестой соляной человек, обнаруженный при раскопках 2010 года, остался в соляных копях. Кроме того найдено около 300 кусочков ткани, сохранивших свою структуру и красители. В 2008 году Министерство промышленности Ирана отозвало лицензию на добычу соли на месте раскопок.

## Исследования
По итогам археологических исследований, включавших в себя радиоуглеродный анализ различных образцов костей и тканей, возраст «Соляного человека № 1» был оценён в 1 700 лет. При тестировании волос была установлена и его группа крови (B+).
Компьютерная томография показала переломы вокруг глаз и другие повреждения, произошедшие до смерти в результате сильного удара. Внешность человека (длинные волосы, борода, золотая серьга в левом ухе) позволила определить его как влиятельного или богатого человека. Причина появления его здесь, а также смерть, так и остаются загадкой.
Три найденных «соляных человека» относятся к парфянскому (247 год до н. э.—224 год н. э.) и сасанидскому (224—651 года) периодам, остальные датируется эпохой Ахеменидов (550—330 года до н. э.).